# Гимн Туркестанской автономии
Гимн Туркеста́нской автоно́мии (чагат. ترکستان مختاریتی‌نینگ مدحیه‌سی‎; узб. Turkiston muxtoriyatining madhiyasi), также известный как Марш Туркеста́нской автоно́мии (чагат. ترکستان مختاریتی‌نینگ مارشی‎; узб. Turkiston muxtoriyatining marshi), «Пра́здник свобо́дного тю́рка» (чагат. آزاد ترک بیرمی‎; узб. Ozod turk bayrami), и Национа́льный марш Туркеста́на (чагат. ترکستان ملی مارشی‎; узб. Turkiston milliy marshi) — принятый в ходе Всетуркестанского курултая (съезда) мусульман 26-29 ноября 1917 года гимн, который стал официальным гимном и одним из официальных символов государственности Туркестанской автономии.
Автором слов гимна является известный узбекский поэт — Абдулхамид Чулпан, который дал этому стиху название «Праздник свободного тюрка». Слова стиха/гимна написаны полностью на узбекском языке, с небольшими отличиями (по сравнению с современным узбекским языком) в правописании некоторых слов. Несмотря на то, что Туркестанская автономия официально считалась многонациональной и светской страной, где официальный статус наряду с узбекским языком имели казахский, киргизский, персидский (таджикский) и русский языки, гимн государства было решено сделать именно на узбекском языке, который имел наибольшее количество носителей в государстве, а также являлся своего рода «лингва франка» между разными народами региона, которые в разной степени понимали или владели этим языком.
Текст гимна опубликовали ряд существовавших в то время джадидистских газет и журналов. После образования Туркестанской автономии и утверждения гимна, для более широкого распространения этой песни, была устроена масштабная кампания по распространению листовок с текстом этой песни среди населения. В оригинале листовок слова гимна были написаны на арабо-персидском узбекском алфавите. Планировалось создать для этого гимна музыку, но очень короткое существование (72 дня) Туркестанской автономии помешали этому.
В последующем, песня стала народной, и ее исполняли ряд певцов во время различных праздников, посиделок, собраний и т. п. После разгрома Туркестанской автономии большевиками, и полного утверждения в Средней Азии советской власти, данная песня была запрещена как «контрреволюционная, националистическая и пантюркистская». Были случаи арестов, ссылок и расстрелов некоторых певцов и простых людей, которые исполняли этот гимн, несмотря на запрет, или у которых находили листовки с текстом этого гимна. Несмотря на всё это, сохранились несколько экземпляров тех листовок с текстом этой песни. Один из этих экземпляров в конце 1980-х годов нашёл у пожилых кокандцев известный узбекский литературовед — Ахмаджон Мадаминов. 20 сентября 1991 года полный, оригинальный текст (с пояснениями) этой песни был опубликован в газете «Ўзбекистон адабиёти ва санъати» (Литература и искусство Узбекистана), и ранее забытый, запрещённый гимн стал известен широкому кругу общества. Из-за достаточно продолжительности стиха, в последующие годы появились разные, укороченные версии этого гимна. Гимн был широко известен среди представителей среднеазиатской/туркестанской эмиграции в Турции, США, в странах Европы и Ближнего Востока. Гимн был переведён на таджикский (персидский), казахский, киргизский, туркменский и уйгурский языки.

## Текст
| Оригинальный текст на узбекском языке                                                         | Оригинальный текст на узбекском языке                                                                  | Буквальный перевод на русский язык                                                                              | Буквальный перевод на таджикском (персидском) языке, современной таджикской кириллицей.                         |
| Старой узбекской арабицей                                                                     | Современной узбекской латиницей                                                                        | Буквальный перевод на русский язык                                                                              | Буквальный перевод на таджикском (персидском) языке, современной таджикской кириллицей.                         |
| --------------------------------------------------------------------------------------------- | --- | --- | --- |
| کوز اچینگ، باقینگ هر یان! قرداشلار، قندای زمان! شادلیق‌قه تولدی جهان! فدا بو کونلارگه جان!‎     | Koʻz oching, boqing har yon! Qardoshlar, qanday zamon! Shodlikka toʻldi jahon! Fido bu kunlarga jon!   | Откройте глаза, гляньте вокруг! Братцы, какое время! Радостью наполнился мир! Всё на жертву ради этих дней!     | Чашмро кушоед, нигоҳ кунед ба ҳар ён! Бародарон, чӣ гуна замон! Ба шодмонӣ пур шуд ҷаҳон! Фидо ҷон ба ин рӯзон! |
| نقرات: ترکستانلیق — شانیمیز، تورانلیق — عنوانیمیز، وطن — بیزنینگ جانیمیز، فدا اولسون قانیمیز!‎ | Naqorat: Turkistonlik — shonimiz, Turonlik — unvonimiz, Vatan — bizning jonimiz, fido oʻlsin qonimiz!  | Припев: Туркестанец — наша слава, Туранец — наш титул, Родина — наша душа, наша кровь за нее!                   | Нақарот: Туркистонӣ — шони мо, Туронӣ — унвони мо, Ватан — ҷонӣ мо, фидо шавад хуни мо!                         |
| بیزلار تیمور جانلیغ‌میز! شوکتلیگ‌میز، شانلیغ‌میز! ناموسلوغ، وجدانلیغ‌میز! قایناغان ترک قانلیغ‌میز!‎ | Bizlar temir jonlimiz! Shavkatlimiz, shonlimiz! Nomusli, vijdonlimiz! Qaynagan turk qonlimiz!          | Мы с железной душой! Доблестные, славные! С совестью и честью! Мы с бурлящей тюркской кровью!                   | Мо оҳанҷисмҳо! Шавкатдор, шондор мо! Номусдор, виҷдондор мо! Хунҷӯшӣ туркӣ мо!                                  |
| نقرات: ترکستانلیق — شانیمیز، تورانلیق — عنوانیمیز، وطن — بیزنینگ جانیمیز، فدا اولسون قانیمیز!‎ | Naqorat: Turkistonlik — shonimiz, Turonlik — unvonimiz, Vatan — bizning jonimiz, fido oʻlsin qonimiz!  | Припев: Туркестанец — наша слава, Туранец — наш титул, Родина — наша душа, наша кровь за нее!                   | Нақарот: Туркистонӣ — шони мо, Туронӣ — унвони мо, Ватан — ҷонӣ мо, фидо шавад хуни мо!                         |
| بولدی کنگلیک، زورلوق یوق، بریلدی بیزگه حقوق! ترقی‌گه یول اچوق! جهالت‌که یول یانوق!‎              | Boʻldi kenglik, zoʻrlik yo’q, Berildi bizga huquq! Taraqqiyga yoʻl ochiq! Jaholatga yoʻl yoniq!        | Настала свобода, нет гнёта, Дано нам право! Открыта дорога к прогрессу! Невежеству нет путей!                   | Фарохӣ шуд, ситам нест, Дода шуд ба мо ин ҳуқуқ! Ба тараққиёт роҳ кушод! Ба ҷаҳолат роҳ баста!                  |
| نقرات: ترکستانلیق — شانیمیز، تورانلیق — عنوانیمیز، وطن — بیزنینگ جانیمیز، فدا اولسون قانیمیز!‎ | Naqorat: Turkistonlik — shonimiz, Turonlik — unvonimiz, Vatan — bizning jonimiz, fido oʻlsin qonimiz!  | Припев: Туркестанец — наша слава, Туранец — наш титул, Родина — наша душа, наша кровь за нее!                   | Нақарот: Туркистонӣ — шони мо, Туронӣ — унвони мо, Ватан — ҷонӣ мо, фидо шавад хуни мо!                         |
| مختاریت الیندی، ایشلار یول‌غه سالیندی، ملی مارشلار چالیندی، دشمن اورتانسون ایمدی!‎              | Muxtoriyat olindi, Ishlar yoʻlga solindi, Milliy marshlar cholindi, Dushman oʻrtansin endi!            | Получена автономия, Налажены дела, Играют национальные марши, Пусть враг забеспокоится!                         | Мухторият гирифта шуд, Корҳо оғоз шуд, Сароида шуд маршҳои миллӣ, Душман нороҳат шавад акнун!                   |
| نقرات: ترکستانلیق — شانیمیز، تورانلیق — عنوانیمیز، وطن — بیزنینگ جانیمیز، فدا اولسون قانیمیز!‎ | Naqorat: Turkistonlik — shonimiz, Turonlik — unvonimiz, Vatan — bizning jonimiz, fido oʻlsin qonimiz!  | Припев: Туркестанец — наша слава, Туранец — наш титул, Родина — наша душа, наша кровь за нее!                   | Нақарот: Туркистонӣ — шони мо, Туронӣ — унвони мо, Ватан — ҷонӣ мо, фидо шавад хуни мо!                         |
| شادلیق، خرسندلیک چاغلار، کتسون یوراک‌دان داغلار، وطن باغندان زاغلار! سیلکوللاسون بیراقلار!‎     | Shodlik, xursandlik chogʻlar, Ketsin yurakdan dogʻlar, Vatan bog’indan zogʻlar! Selkillasin bayroqlar! | Времена радости, веселья, Пусть уйдет прочь мрак с сердец, Из садов Родины — вороны! Пусть развеваются знамёна! | Шодонӣ, хурсандӣ даъват мекунад, Даф шавад аз дилҳо доғҳо, Аз боғи Ватан — зоғҳо! Ҳилпирос занад парчамҳо!      |
| نقرات: ترکستانلیق — شانیمیز، تورانلیق — عنوانیمیز، وطن — بیزنینگ جانیمیز، فدا اولسون قانیمیز!‎ | Naqorat: Turkistonlik — shonimiz, Turonlik — unvonimiz, Vatan — bizning jonimiz, fido oʻlsin qonimiz!  | Припев: Туркестанец — наша слава, Туранец — наш титул, Родина — наша душа, наша кровь за нее!                   | Нақарот: Туркистонӣ — шони мо, Туронӣ — унвони мо, Ватан — ҷонӣ мо, фидо шавад хуни мо!                         |
| حریت — بیراقیمیز، عدالت — اورتاقیمیز، خرسند بولغان چاغیمیز میوه‌لانسون باغیمیز!‎                | Hurriyat — bayrogʻimiz, Adolat — oʻrtogʻimiz, Xursand boʻlgan chogʻimiz Mevalansin bogʻimiz!           | Свобода — наша знамя, Справедливость — наш друг, Во времена нашей радости, Плодится наш сад!                    | Ҳуррият — парчами мо, Адолат — рафиқи мо, Дар вақти шодонии мо Мевадиҳанда шавад боғи мо!                       |
| نقرات: ترکستانلیق — شانیمیز، تورانلیق — عنوانیمیز، وطن — بیزنینگ جانیمیز، فدا اولسون قانیمیز!‎ | Naqorat: Turkistonlik — shonimiz, Turonlik — unvonimiz, Vatan — bizning jonimiz, fido oʻlsin qonimiz!  | Припев: Туркестанец — наша слава, Туранец — наш титул, Родина — наша душа, наша кровь за нее!                   | Нақарот: Туркистонӣ — шони мо, Туронӣ — унвони мо, Ватан — ҷонӣ мо, фидо шавад хуни мо!                         |
| ترک بیشیکی — ترکستان! یری التون، تاغلاری کان! بلالارینگ قهرمان! وطن اوچون برور جان!‎           | Turk beshigi — Turkiston! Yeri oltin, togʻlari kon! Bolalaring qahramon! Vatan uchun berar jon!        | Колыбель тюрка — Туркестан! Земли которой золотые, а горы — богаты! Твои дети герои! Отдадут жизнь за Родину!   | Гаҳвораи турк — Туркистон! Заминаш тилло, кӯҳҳош кон! Фарзандони ту қаҳрамон! Барои Ватан медиҳад ҷон!          |
| نقرات: ترکستانلیق — شانیمیز، تورانلیق — عنوانیمیز، وطن — بیزنینگ جانیمیز، فدا اولسون قانیمیز!‎ | Naqorat: Turkistonlik — shonimiz, Turonlik — unvonimiz, Vatan — bizning jonimiz, fido oʻlsin qonimiz!  | Припев: Туркестанец — наша слава, Туранец — наш титул, Родина — наша душа, наша кровь за нее!                   | Нақарот: Туркистонӣ — шони мо, Туронӣ — унвони мо, Ватан — ҷонӣ мо, фидо шавад хуни мо!                         |